# Алліка (Гаапсалу)
А́лліка (ест. Allika küla) — село в Естонії, у волості Рідала повіту Ляенемаа.

## Населення
Чисельність населення на 31 грудня 2011 року становила 8 осіб.

## Географія
Село розташоване на березі затоки Топу (Topu laht) у протоці Вяїнамері.

## Історія
З 1998 року село відновлено як окремий населений пункт.